# Berrouaghia
 (juin 2023).
Si vous disposez d'ouvrages ou d'articles de référence ou si vous connaissez des sites web de qualité traitant du thème abordé ici, merci de compléter l'article en donnant les références utiles à sa vérifiabilité et en les liant à la section « Notes et références ».

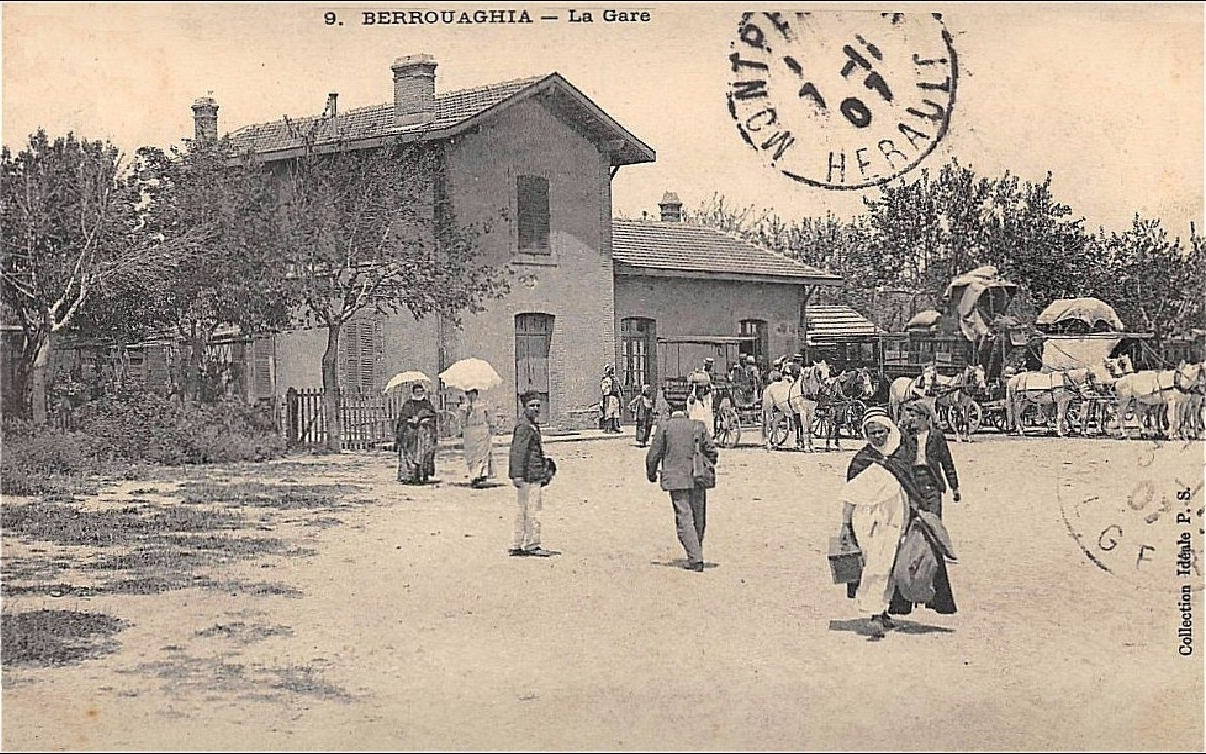
La gare de Berrouaghia en 1907.

Berrouaghia, en tifinagh: ⴼⴻⵔⵡⵏ (virwen), Tirinadi à l'époque antique, est une commune de la wilaya de Médéa en Algérie. Située à 88 km au sud-ouest de la capitale Alger, elle est caractérisée par sa nature agricole (surtout vignes et cerises).

## Géographie
La commune est située dans la région du Tell au nord-ouest de la wilaya de Médéa, à environ 90 km au sud-ouest d'Alger et à 18 km au sud-est de Médéa.
Berrouaghia, à 939 m d'altitude, est une ville de montagne de l'Atlas tellien, située dans une dépression entre l'Atlas blidéen au nord et le massif de Ouarsenis au sud qui forme, dans l'extrême sud-est de la commune, les monts de Bibans.[réf. souhaitée]
| Distance entre Berrouaghia et... |           |
| -------------------------------- | --------- |
| Alger                            | 88,94 km  |
| Oran                             | 366,39 km |
| Constantine                      | 408,67 km |
| Médéa                            | 18,98 km  |
| Blida                            | 47,61 km  |
| Tipaza                           | 78,95 km  |
| Aïn Defla                        | 84,65 km  |
| Chlef                            | 145,86 km |
| Tissemsilt                       | 152,77 km |
| Boumerdès                        | 110,37 km |
| Bouira                           | 104,02 km |
| Tizi-Ouzou                       | 154,47 km |
| Djelfa                           | 198,96 km |
| M'sila                           | 206,88 km |

| Benchicao      | Ouzera      | Ouled Brahim, El Omaria |
| Si Mahdjoub    | Berrouaghia | El Omaria               |
| Ouled Bouachra | zoubiria    | Ouled Deide             |

## Toponymie
Le nom amazigh «Avarwaq», qui a été arabisé en « Al Berrouagh », désigne l'Asphodèle. Il y aurait eu, au fond de la vallée de Berrouaghia, une fontaine entourée de champs d'asphodèles,.

## Histoire

### Période antique
Une garnison romaine est fondée à Tanaramusa castra -Tirinadi- par l’empereur Octave entre 27 et 25 av. J.-C.. La ville est citée lors de l'insurrection du chef berbère Firmus, en 375 ; le général romain Théodose  a évacué Césarée (Cherchell) pour occuper Tirinadi.
Elle a été l'une des grandes cités de la province de Maurétanie Césarienne et siège d'un évêché. Au Ve siècle, avec le déferlement des Vandales, la ville romaine s'effaça avec la plupart de ses monuments antiques.

### Pendant la période coloniale
En 1830, elle était une ville, dependant du Beylik du Titteri. Avec la colonisation française et à la fin du XIXe siècle, elle relève de l'arrondissement de Miliana. En 1940, elle est intégrée à celui de Médéa.
À cette époque, un village de colonisation est construit autour de l'église (aujourd'hui détruite) et de la mosquée, ainsi que plusieurs fermes et un pénitencier agricole, devenu prison / camp de punition. 
Par la suite, musulmans, juifs et chrétiens cohabitent, la gare, l'hôpital, un marché et la production agricole s'y développent, en particulier la viticulture (appellation Coteaux de Médéa) à une altitude très élevée.[réf. nécessaire]
Un camp de punition y interne les réfugiés Républicains Espagnols à la fin de la guerre civile espagnole (voir Retirada), avec un régime spécial punitif. Environ 750 d’entre eux, y seraient morts en 1941 et 1942.

### Après l'indépendance
La prison de Berrouaghia a servi comme lieu de détention des opposants politiques algériens après l'indépendance de l'Algérie, en 1985 , les fondateurs de la première ligue algérienne des droits de l'homme: Saïd Sadi, Ferhat Mehenni, Ali Yahia Abdennour, y ont été incarcérés.[réf. nécessaire]
« Berrouaghia : peu sont les Algériens à ne pas avoir entendu parler de cette prison, qui renfermait les combattants de l'ombre durant la guerre d'Algérie dans les années 1950, les militants des mouvements amazighs et des Droits de l'Homme dans les années 1980, et les leaders et militants islamistes dans les années 1990. Face à elle, il est impossible de ne pas ressentir un sentiment de peur. Une peur injustifiée, peut-être, mais Berrouaghia est un lieu de légendes, où des  hommes ont vécu et sont morts, où des poèmes ont été écrits et des chansons composées.»
Le 13 novembre 1994, a eu lieu le massacre de la prison de Berrouaghia où des dizaines de prisonniers sont morts après une tentative d’évasion.[réf. nécessaire]

## Culture
Pour ce qui est de l'art culinaire, la ville est célèbre aussi à travers ses gâteaux traditionnels (Maqroot, Tcharek Msaker et Oryen, Baklawa, Nakache, Arayech, Hniwnat, Fanid, Maarek, Msmen Lâali w l jari ... etc.) , à l'instar d'autres villes algériennes aux traditions mauresques (Médéa, Cherchell et Miliana). Sa cuisine riche et variée révèle un savoir faire local avec de délicieuses recettes de sa cuisine traditionnelle (Mtwem, Couscous, Rechta, Dolma, Beghrir, Qatâa W Ermi, Chorba Mermez, Chorba Beyda, etc.) caractéristique de la région de l'Algérois).[réf. nécessaire]

## Démographie
Avant l'indépendance, Berrouaghia avait une population de différentes religions : Musulmans (Arabes, Turcs, Andalous et Kabyles), chrétiens et juifs.[réf. nécessaire]
| 1977   | 1987   | 1998   | 2009   | 2017   | 2023    |
| ------ | ------ | ------ | ------ | ------ | ------- |
| 30 086 | 38 016 | 52 043 | 82 687 | 98 678 | 118 678 |